# Caroline Bluff
Das Caroline Bluff ist ein Felsenkliff auf King George Island im Archipel der Südlichen Shetlandinseln. Es liegt 1,5 km südöstlich des North Foreland.
Der schottische Geologe David Ferguson kartierte das Kliff 1921 und benannte es als North Foreland Head. Um Verwechslungen mit dem North Foreland zu vermeiden, verwarf das UK Antarctic Place-Names Committee diese Benennung im Jahr 1960 und gab dem Kliff einen neuen Namen. Namensgeber ist der Robbenfänger Caroline unter Kapitän Daniel Taylor mit Heimathafen im australischen Hobart, der zwischen 1820 und 1821 in den Gewässern um die Südlichen Shetlandinseln operierte.